# Глазовський державний педагогічний інститут імені В. Г. Короленка
Гла́зовський держа́вний педагогі́чний інститу́т і́мені В. Г. Короле́нка (ГДПІ) — вищий навчальний заклад педагогічного профілю в місті Глазові, Удмуртія.

## Історія
Інститут є одним з найстаріших вузів Удмуртії, був створений в 1939 році як учительський інститут на базі педагогічного училища. За довгі роки існування інститут підготуваив та випустив десятки тисяч вчителів, серед яких сотні стали відомими людьми, докторами наук, заслуженими вчителями, працівниками народної просвіти, культури, діячами науки Росії та Удмуртії. В інституті викладав видатний літературознавець, фольклорист та краєзнавець Олександр Татаринцев.

## Структура
У вузі працюють близько 300 кваліфікованих спеціалістів, серед яких 10 професорів та 90 доцентів і кандидатів наук. Матеріальна база включає в себе 3 навчальні корпуси, 4 гуртожитки, комбінат студентського харчування, 2 спортивних зали, 5 тренажерних зали, санаторій-профілакторій, бібліотеку. В грудні 2009 року при інституті відкрився музей історії вузу та педагогічної освіти в місті. При інституті працює коледж інформаційних та соціальних комунікацій.

### Факультети
- Інформатики, фізики та математики
- Соціальних комунікацій та філології
- Педагогічної та художньої освіти
- Історико-лінгвістичний

### Кафедри
- Математики, теорії та методики навчання математики
- Фізики та дидактики фізики
- Інформатики, теорії та методики навчання інформатики
- Російської мови, літератури та методики їх викладання
- Психології
- Педагогіки
- Історії та методики викладання історії
- Удмуртської філології та регіоналістики
- Гуманітарних наук
- Романо-германської філології
- Англійської філології
- Музичної освіти
- Дошкільної освіти
- Педагогіки та методики навчальної освіти
- Безпеки життєдіяльності

## Виховна робота
В рамках діяльності Центру дозвілля та творчості студентів протягом навчального року в інституті проводиться близько 70 студентських культурно-масових дійств. Кожен рік проводиться фестиваль студентської творчості «Весна ГДПІ», учасниками якого стають понад 400 студентів, а глядачами до 5000 осіб; конкурс «Міс Весна ГДПІ»; ігри студентської ліги КВК; фестиваль фольклорної творчості «Італмас»; зліт студентських загонів «На ОГОНЕК заЛЕТАй»; тижневі культурно-просвітницькі поїздки до Санкт-Петербургу, Києва, Одеси та Москви; участь у всеросійських та міжнародних фестивалях, конкурсах та форумах. Часто проводяться науково-практичні конференції, в тому числі «Єсиповські читання», «Татаринцевські читання», «Флоровські читання», конференція «Матеріальна та духовна культура народів Уралу та Поволжя». інститут має найбільший фольклорний фонд Удмуртії.